# Armando Valladares
Armando Valladares Pérez (Pinar del Río, 30 maggio 1937) è uno scrittore, poeta e diplomatico cubano naturalizzato statunitense, dissidente anticomunista.
Valladares è stato un prigioniero politico ed è stato considerato da Amnesty International un prisoner of conscience. Quando aveva 23 anni, il 30 dicembre 1960 (epoca in cui Fidel Castro non aveva ancora dichiarato che la sua fosse una rivoluzione socialista) fu arrestato e imprigionato nelle carceri cubane, accusato di essere un agente del deposto Fulgencio Batista e il componente di uno dei numerosi gruppi terroristici che tentavano di bloccare con violenza il cambiamento politico in atto nell'isola per conto della CIA. Fu detenuto fino al 1982. È un membro della Human Rights Foundation e diverse organizzazioni tra cui l'Istituto Interamericano per la Democrazia di Miami, ed a capo della Fondazione Valladares.

## La prigionia e la liberazione
Anti-castrista di fede cattolica, Valladares ha trascorso 22 anni in carcere nel penitenziario di Isla de Pinos con l'accusa di tradimento, secondo il suo racconto per essersi rifiutato di tenere un cartello con la scritta "Sono con Fidel" o "Se Fidel è comunista, mettetemi nella lista perché sono d'accordo con lui", sulla sua scrivania al lavoro; al tempo era un impiegato governativo. Valladares ha fornito la seguente versione dei fatti: fu sottoposto a un processo rivoluzionario sommario, in cui il giudice che presiedeva il processo "leggeva fumetti con gli stivali sul tavolo", mentre a Valladares venivano letti i capi d'accusa, che non erano chiari e precisi. Non trovando nulla contro di lui, gli dissero di avere "la convinzione morale che fosse un potenziale nemico della rivoluzione". Erano previste per i colpevoli solo due possibili condanne: la pena di morte o 30 anni di carcere. Mentre il processo era in corso si "sentivano i fucili sparare senza pietà e senza sosta sugli altri detenuti schierati contro il muro". Secondo lui, ogni notte giustiziavano fino a 20 prigionieri, sotto la supervisione di Che Guevara, che ordinò l'esecuzione di 600 persone nei "primi mesi, considerate senza prove dei controrivoluzionari o degli agenti di Batista. «Quando tornai dal tribunale, i miei compagni mi sollevarono sulle spalle e mi applaudirono come un sopravvissuto, perché non mi avevano condannato a morte», disse nel 2024.
Condannato a 30 anni di prigione, venne sottoposto al lavoro forzato e a pene disumane. Ha dichiarato di essere stato costretto a rimanere senza cibo per 46 giorni e rinchiuso in una cella minuscola in cui era impossibile sdraiarsi, a causa del suo rifiuto di aderire al programma di "riabilitazione". Secondo la sua versione, nel 1963, quando gli fu data un'uniforme blu (che identificava i criminali comuni), la rifiutò, preferendo rimanere nudo.
Raccontò che fu sottoposto a torture e maltrattamenti, tra cui isolamento, condizioni igieniche pessime, privazione del sonno, negazione di cure mediche.
Gli venne offerta la libertà in cambio di una confessione e una pubblica rinuncia ai suoi ideali, ma rifiutò. Nei suoi 22 anni di prigione, Valladares affermò di aver ricevuto presumibilmente solo 13 visite, tra cui quelle della futura moglie, che lo sposò mentre era detenuto e dal 1981 perorò la sua causa all'estero.
Amnesty International lo ha adottato come prisionero de conciencia, promuovendo una campagna per la libertà sostenuta da intellettuali, politici e giornalisti di tutto il mondo, in nome della sua attività di poeta, basata sulla sua raccolta di poesie Dalla mia sedia a rotelle, pubblicato proprio durante quegli anni di prigionia.
Secondo la Human Rights Foundation, la sua liberazione, avvenuta nel 1982, sarebbe stata effetto delle pressioni inoltrate personalmente a Castro dal presidente della Francia François Mitterrand. Di queste pressioni narra lo stesso Castro in Cien horas con Fidel e racconta che da Parigi, per il tramite di Régis Debray, al tempo comunista e già combattente con Che Guevara, gli sarebbe stato segnalato che Valladares era paralizzato a causa delle privazioni alimentari che subiva in carcere, ma un medico prontamente inviato dal lìder a visitarlo non avrebbe confermato la circostanza. Anzi, avrebbe suggerito a Castro di farlo spiare con una telecamera nascosta; il suggerimento fu accolto e - come comprovato da immagini rese pubbliche - si scoprì che di notte faceva esercizi fisici di mantenimento e che camminava perfettamente.
Castro avrebbe perciò mostrato a Debray e Valladares il filmato e posto come unica condizione per il suo rilascio che salisse le scalette dell'aereo sulle sue gambe. In seguito Régis Debray avrebbe scritto su di lui: "L'uomo non era poeta, il poeta non era paralitico, ed il cubano oggi è un americano".
Nel libro Contro ogni speranza (1986, titolo che rimanda alla frase latina Spes contra spem) Valladares stesso racconta come andarono i fatti: Valladares (e le Nazioni Unite) ha sostenuto che fu uno sciopero della fame di 49 giorni tenuto nel 1974 a causargli una paraplegia temporanea provocata da polineuropatia da carenza nutrizionale.
Da parte sua il Dipartimento di Stato degli Stati Uniti d'America sostenne che Cuba avesse montato un caso diffamatorio contro Valladares per negare le violazioni dei diritti umani. L'accusa a Valladares di aver "simulato la paralisi" fu infatti resa pubblica dopo che fu nominato ambasciatore degli Stati Uniti presso la Commissione delle Nazioni Unite per i diritti umani (1987), ed egli la negò sempre.
La Commissione interamericana per i diritti umani dell'Organizzazione degli Stati americani prima della sua liberazione affermò che gli venivano in effetti negate importanti cure mediche, tra cui una sedia a rotelle funzionante e ha stabilito che Cuba aveva violato una serie di diritti di Valladares, tra cui il diritto a un giusto processo, il diritto alla protezione contro l'arresto arbitrario e il diritto a un trattamento umano durante il periodo in cui l'individuo è in custodia, nonché il diritto alla protezione da trattamenti crudeli, infami o inusuali.
Gli Stati Uniti concessero a Valladares la cittadinanza americana dopo la sua liberazione. Valladares ha sostenuto nel 1983 che tra gli anni '60 e'80, Cuba detenesse circa tra i 40.000 e i 140.000 prigionieri politici tra carceri e campi di rieducazione e lavoro forzato (nel 2024 ha parlato invece di una cifra massima intorno ai 45.000 negli anni '70) e questa affermazione fu alla base di un rapporto di protesta americano del 1987.

## Versione del governo cubano
La versione del governo cubano, come riportata dal Washington Post, è che Valladares sarebbe stato un agente della polizia segreta di Fulgencio Batista, il dittatore rovesciato da Castro. Fu accusato di essere un membro di gruppi terroristici che organizzavano per conto della CIA attentati dinamitardi tramite scatole di sigari piene di materiale ad alto potenziale esplosivo, che venivano collocate in teatri, negozi, ecc., come accaduto con la nave La Coubre in cui furono coinvolti diversi agenti come Luis Posada Carriles. Valladares ha sempre negato gli addebiti di terrorismo o di aver praticato la lotta armata nell'ambito dell'Operazione Mongoose; oltre che dal governo americano e dall'Organizzazione degli Stati Americani, la posizione di Valladares è stata invece difesa dalle organizzazioni per i diritti umani come Amnesty International, Oslo Freedom Forum (Human Rights Foundation) e PEN International.

## Dopo la liberazione
(Armando Valladares, Contro ogni speranza, prefazione all'edizione statunitense del 2001)
Molto vicino al presidente Ronald Reagan, che gli concesse la Medaglia presidenziale dei cittadini (seconda onorificenza presidenziale, in ordine di importanza, che si può attribuire ad un cittadino dopo la Medaglia presidenziale della libertà), per conto del governo statunitense è stato Presidente della European Coalition for Human Rights in Cuba ed ha ricoperto cariche diplomatiche per iniziative civili presso le Nazioni Unite, ricevendo diversi riconoscimenti. Ha fondato diverse organizzazioni internazionali per la difesa dei diritti umani, mantenendo negli anni una particolare attenzione alla causa cubana e a quella internazionale dei bambini, contro sfruttamento e prostituzione.
Nel 1985 firma una petizione a favore dell'armamento, da parte degli Stati Uniti, dei Contras, i gruppi paramilitari di estrema destra anticomunisti attivi in Nicaragua.
In qualità di osservatore della Human Rights Foundation, il 4 maggio 2008 era presente a Santa Cruz, in Bolivia, durante il referendum per l'indipendenza amministrativa del Dipartimento dalla Bolivia. Questo referendum - appoggiato da gruppi che incitano all'odio e al razzismo, in particolare contro gli indigeni di cui il presidente boliviano Evo Morales è rappresentante - è stato considerato incostituzionale dal governo boliviano, dalle Nazioni Unite, dall'Organizzazione degli Stati Americani e da tutti i paesi latinoamericani: Josè Luis Exeni, presidente della Corte Elettorale Nazionale boliviana, ha affermato che l'assenza degli osservatori internazionali - che Onu, Ue e Organizzazione degli Stati Americani si sono rifiutati di inviare - delegittima qualsiasi consultazione elettorale, non considerando quindi Valladares come meritevole del titolo di "osservatore internazionale".
In occasione delle Elezioni presidenziali statunitensi del 2008, ha annunciato che avrebbe appoggiato il candidato repubblicano John McCain, che già in una conferenza stampa a Miami nel marzo 2007 si era presentato con una copia del libro di Valladares Contro ogni speranza.

## Opere
- Desde mi Silla de Ruedas (1976).
- El Corazón Con Que Vivo: Nuevos Poemas y Relatos desde mi Silla de Ruedas (1980)
- Cavernas del Silencio (1983).
- Contra Toda Esperanza: 22 Años en el Gulag de las Américas (1985)
  - Contro ogni speranza. 22 anni nel gulag delle Americhe (SugarCo 1985, Spirali 2007)
- El Alma de un Poeta (1988).
- Con su propia sangre.